# Fedele Lampertico
Fedele Lampertico (Vicenza, 13 giugno 1833 – Vicenza, 6 aprile 1906) è stato un economista, scrittore e politico italiano.
È stato definito un «agrario paternalista, leader indiscusso dell'oligarchia conservatrice, discreto e onnipotente dominatore della vita pubblica locale».

## Biografia

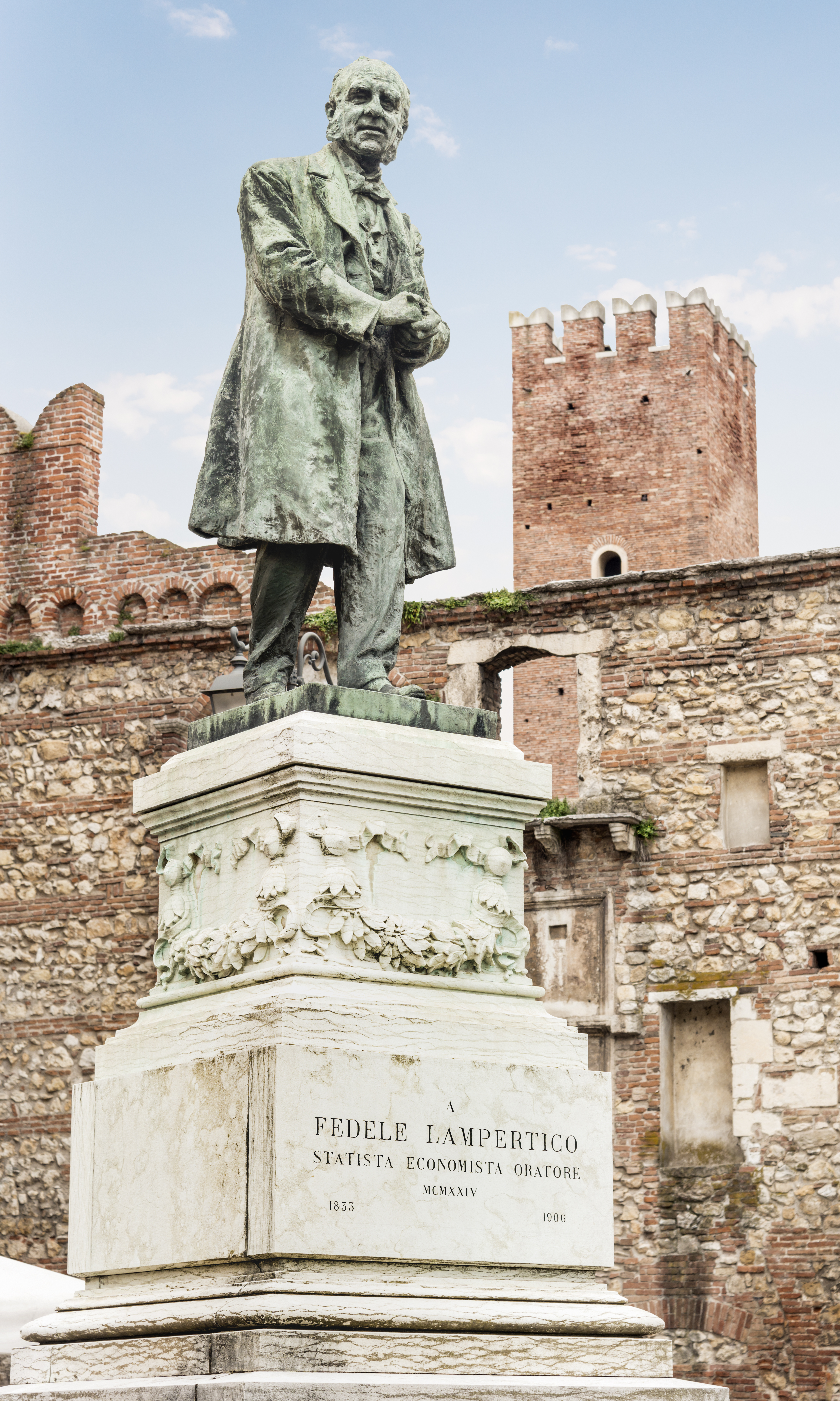
Monumento con statua di Fedele Lampertico, dello scultore Carlo Spazzi (1924), in piazza Matteotti a Vicenza

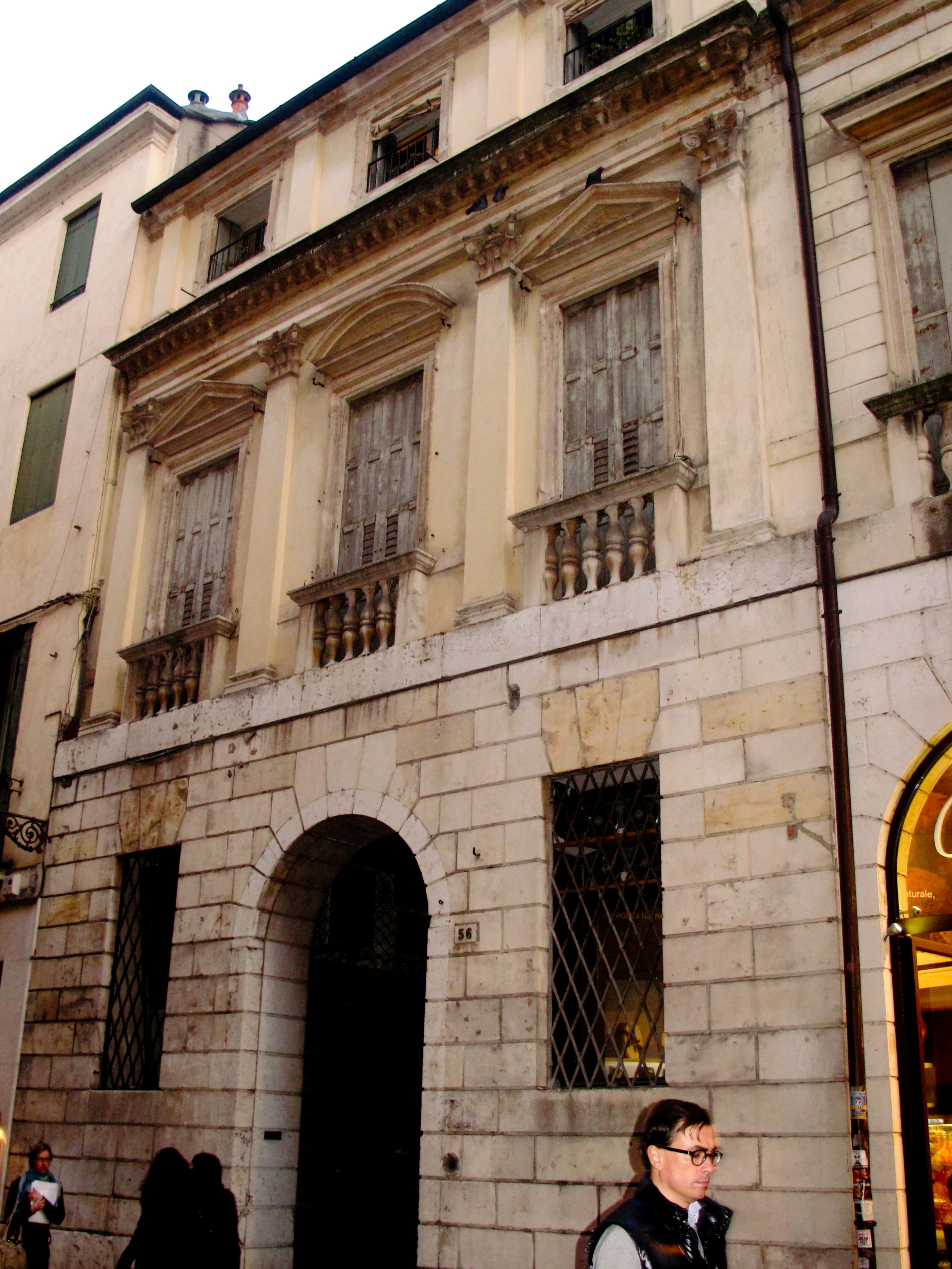
Vicenza, Palazzo Lampertico, in corso Palladio, dove nacque e visse lo statista

Nacque da Domenico e da Angela Valle, di nobile famiglia.
Frequentò il Liceo nella città natale ed ebbe come maestro l'abate Giacomo Zanella al quale rimase legato da profonda amicizia. Rimangono numerosi i carteggi Fedele Lampertico - Giacomo Zanella donati alla Biblioteca Bertoliana di Vicenza dallo stesso Lampertico. Studiò giurisprudenza a Padova dove si laureò nel 1855 con una tesi di statistica.
Nel 1866 le autorità austriache lo costrinsero a lasciare Vicenza, assieme a Paolo Lioy. Si trasferì a Milano, presso Emilio Treves.
Nel novembre dello stesso anno, subito dopo l'annessione del Veneto all'Italia, venne eletto come rappresentante del collegio di Vicenza alla Camera dei deputati del Regno d'Italia, fu rieletto per un secondo mandato nel marzo 1867 e restò in carica fino al 1870. Il 6 novembre 1873 fu nominato senatore. Nel 1890, preoccupato dall'avanzamento  elettorale del blocco socialista, che dopo i successi amministrativi dell'anno precedente appariva minaccioso, propose la creazione di un partito dai tratti ideologici clericali e nazional conservatori che si richiamava alla struttura e alle finalità programmatiche di un abortito soggetto le cui tesi erano stato elaborate in precedenza, nel 1879.
Sedette nel Consiglio comunale di Vicenza ininterrottamente dal 1866 al 1905. Fu inoltre presidente del consiglio provinciale dal 1870 al 1905 e della Congregazione di Carità e fondatore della Società di Mutuo Soccorso degli artigiani vicentini, guidata fino al 1888. Dal 1874 al 1876, tra il 1884 e il 1886 ed infine tra il 1894 e il 1897, fu anche direttore dell'Istituto veneto di scienze, lettere ed arti.
Antonio Fogazzaro, la cui moglie Margherita di Valmarana era nipote del Lampertico, si ispirò alla sua figura nel romanzo Piccolo mondo moderno.
Il 7 aprile 1906, giorno seguente alla sua morte, il Consiglio comunale di Vicenza intitolò a lui una delle centrali vie cittadine, nota da secoli come contrà della calonega, della canonica (della cattedrale). Varie lapidi furono poste in luoghi significativi della città: una nel Palazzo municipale, una sulla facciata della casa da lui abitata in corso Palladio n.ro 54, una terza nella Saletta della Società Generale di Mutuo Soccorso. Il 23 settembre 1924 gli fu eretto un monumento in piazza Matteotti.
Gli furono intitolati in città un Istituto comunale per l'infanzia e, nel 1960, l'Istituto professionale statale per l'industria e l'artigianato.

## Opere

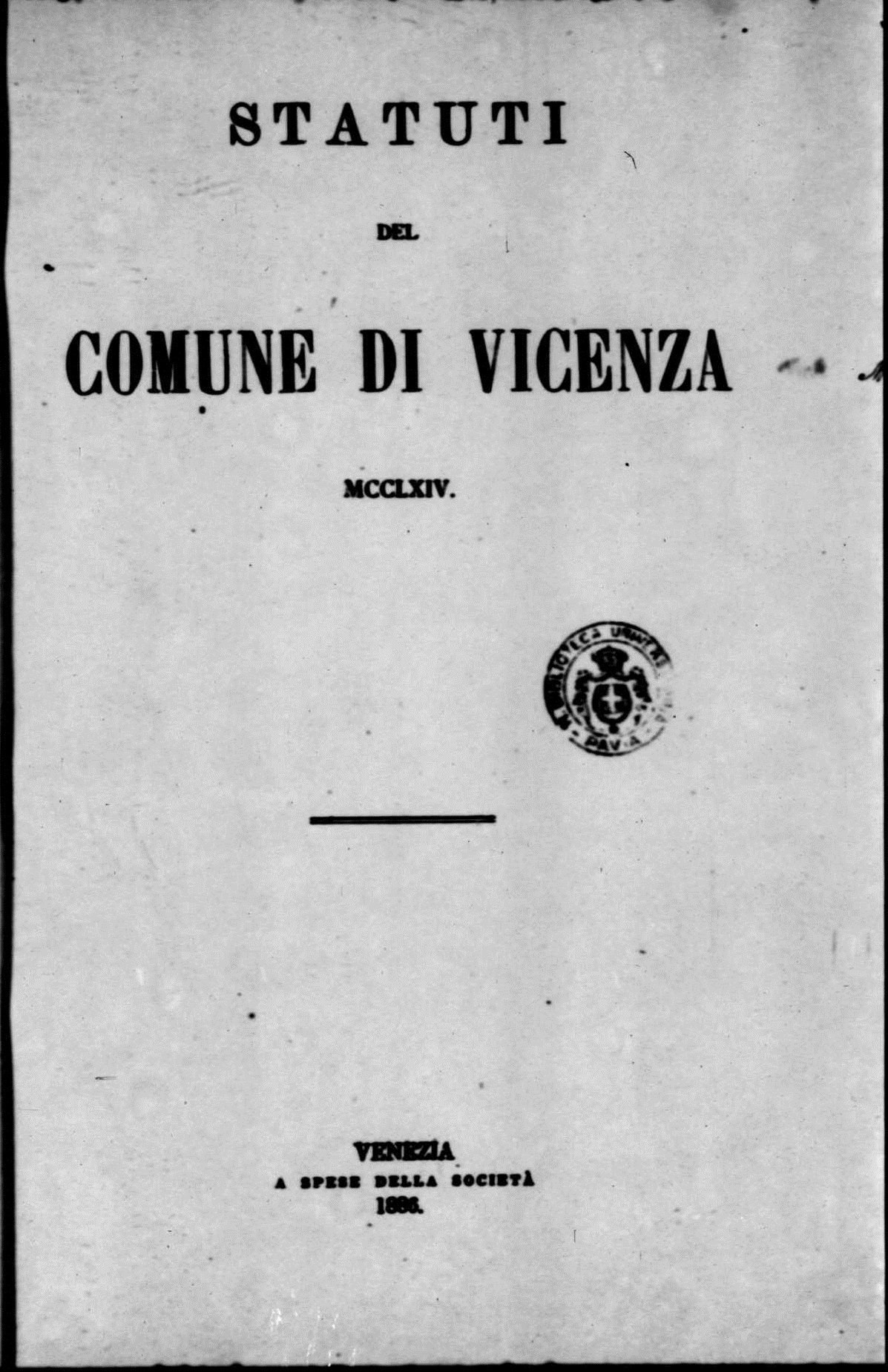
Statuti del Comune di Vicenza, 1886

Insigne studioso, nonché autore di opere di diritto pubblico, privato ed economia, lasciò circa quattrocento pubblicazioni riguardanti anche argomenti patriottici, storici, sociali e letterari , diversi per mole ed importanza, che vanno dalla breve nota biografica al discorso, all'opuscolo, al libro e all'opera in vari volumi.
Si ricorda nel campo della statistica l'opera Sulla statistica teorica in generale e su Melchiorre Gioia in particolare (1870-1871) e nel campo dell'economia l'opera fondamentale rimasta incompiuta: Trattato sull'economia politica dei popoli e degli stati (5 volumi 1874-1884).
Si interessò infine di storia e cultura veneta.